# Basem Morsy
Pour les articles homonymes, voir Morsy (homonymie).
Basem Morsy (ou Basem Morsi), est un footballeur égyptien né le 26 juillet 1991 à Tanta. Il évolue au poste d'attaquant.

## Biographie

### En club
Il inscrit 18 buts en première division égyptienne avec l'équipe de Zamalek lors de la saison 2014-2015, ce qui fait de lui le deuxième meilleur buteur du championnat, derrière Hossam Salama.
Il atteint la finale de la Ligue des champions de la CAF en 2016 avec le club de Zamalek, en étant battu par l'équipe sud-africaine des Mamelodi Sundowns. Il inscrit en demi-finale un but lors du match aller, puis un autre but lors du match retour, contre le Wydad de Casablanca.

### En équipe nationale
Il joue son premier match en équipe d'Égypte le 4 juin 2014, en amical contre la Jamaïque. À cette occasion, il inscrit son premier but en sélection (match nul 2-2).
Il marque ensuite un but contre la Guinée équatoriale en mars 2015, puis un but contre la Tanzanie en juin 2015. Le 6 septembre 2015, il est l'auteur d'un triplé contre le Tchad. Il marque ensuite un but contre la Libye en janvier 2016.

## Palmarès
- Finaliste de la Ligue des champions de la CAF en 2016 avec Zamalek
- Champion d'Égypte en 2015 avec Zamalek
- Vainqueur de la Coupe d'Égypte en 2015 et 2016 avec Zamalek